# Kerim Bey
Ali Kerim Bey es un aliado de James Bond que aparece en la novela Desde Rusia con amor, en la película (interpretado por Pedro Armendáriz) y el videojuego inspirados en ésta.

## Biografía

### En la novela
Darko Kerim nació en Trezibond (ahora Trabzon) de padre turco, pescador y una madre inglesa, gobernante. A la edad de veinte años también se convirtió en pescador, y fue reclutado en el MI6 por el Major Dansey quien quería información acerca de las instalaciones Rusas de petróleo en la base aérea naval de Batoum, a tan solo 50 millas. Posteriormente se infiltró a la "Georgia Soviética" como luchador en un circo viajero.
Se convirtió en el jefe de la estación T en Estambul a finales de la década de los 30's. Él utilizó a sus múltiples hijos como agentes, y utilizando como fachada ser el propietario de un negocio de especias. En su oficina Bond se da cuenta de que él tiene tres condecoraciones, siendo una de ellas la Orden del Imperio Británico. Él es descrito físicamente de unos 6 pies, 2 pulgadas (1.88m), alto, de tez oscura y con una nariz quebrada. El fuma cigarrillos turcos (naturalmente), y tiene un insaciable apetito por la comida turca, el café, el alcohol y las mujeres.
Él conoce a Bond y hace un trato para darle documentos falsos para que él y Tatiana Romanova puedan salir del país. Posteriormente lleva a Bond a través de un túnel infestado de ratas que lleva a un periscopio instalado debajo de la embajada rusa. Luego lleva a Bond al campamento de gitanas (también utilizado por los agentes de Kerim) donde ellos presencian una pelea de chicas, todo esto antes de ser atacados por los "Sin Rostros" (The Faceless Ones), los asesinos Búlgaros empleados por los rusos.
Posteriormente Kerim (con la ayuda de Bond) mata a Krilencu, líder de los búlgaros, con un rifle francotirador, quien estaba detrás de un anuncio, así es que los búlgaros tras darse cuenta dejan su apartamento utilizando su propia vía de escape. Después acompaña a Bond y Tatiana en el tren hacia Turquía. El combate con dos de los tres MGB (ministros de seguridad rusa) quienes buscaban aprehender a Bond, pero es acuchillado hasta la muerte por el tercero no sin antes matar a su asesino en el proceso.

### En la película
Kerim Bey trabaja en Estambul. Allí conoce a Bond, le sirve como guía y lo ayuda a conseguir el aparato Lektor. Cuando Kerim es casi asesinado por una bomba que estaba plantada en el muro exterior de su oficina, el y Bond intentan descubrir quien trato de matarlo. Ellos descubren que fue Krilencu. 
Cuando ellos se encuentran el campamento de gitanas, Bond y Kerim son emboscados por los hombres de Krilencu quienes tratan de matar a Kerim. Kerim sobrevive y dice que el matará a quien le disparó en el brazo. Kerim mata a Krilencu, con el rifle de Bond. Posteriormente el ayuda a Bond a abordar el tren con el dispositivo Lektor, pero es asesinado por Red Grant en el Orient Express.
- Datos: Q9017470